# Бхаттачарья, Локенатх
Локенатх Бхаттачарья (англ. Lokenath Bhattacharya, 9 октября 1927, Бхатпара, Британская Индия — 23 марта 2001, Каир) — индийский поэт и прозаик, писал на бенгали.

## Биография
В 1934 семья поселилась в Калькутте, отец преподавал санскрит. Сам Локенатх учился филологии в Шантиникетане, университете, основанном Рабиндранатом Тагором, затем — в Калькутте и Париже. Для европейцев его открыл Анри Мишо, первая книга Бхаттачарья появилась в Париже в 1975. С 1985 он жил во Франции.
Погиб в автомобильной катастрофе во время путешествия.

## Творчество
Автор многочисленных романов («Рассвет», 1966; «Представление начинается с половине восьмого», 1983, и др.), четырёх книг стихов, сборников эссе, многое из им написанного переведено на французский (среди его переводчиков Франк Андре Жамм), один роман — на английский.
Переводил французскую литературу: Артюра Рембо, Анри Мишо, Рене Шара.

## Признание
Его книги оформляли А. Мишо, Пьер Алешинский, В. Величкович. Премия France Culture (1999) за книгу стихов «Куда уходят реки» (1998), премия «Путь в Индию» (2002) за совокупность написанного.